# Arlanda Express

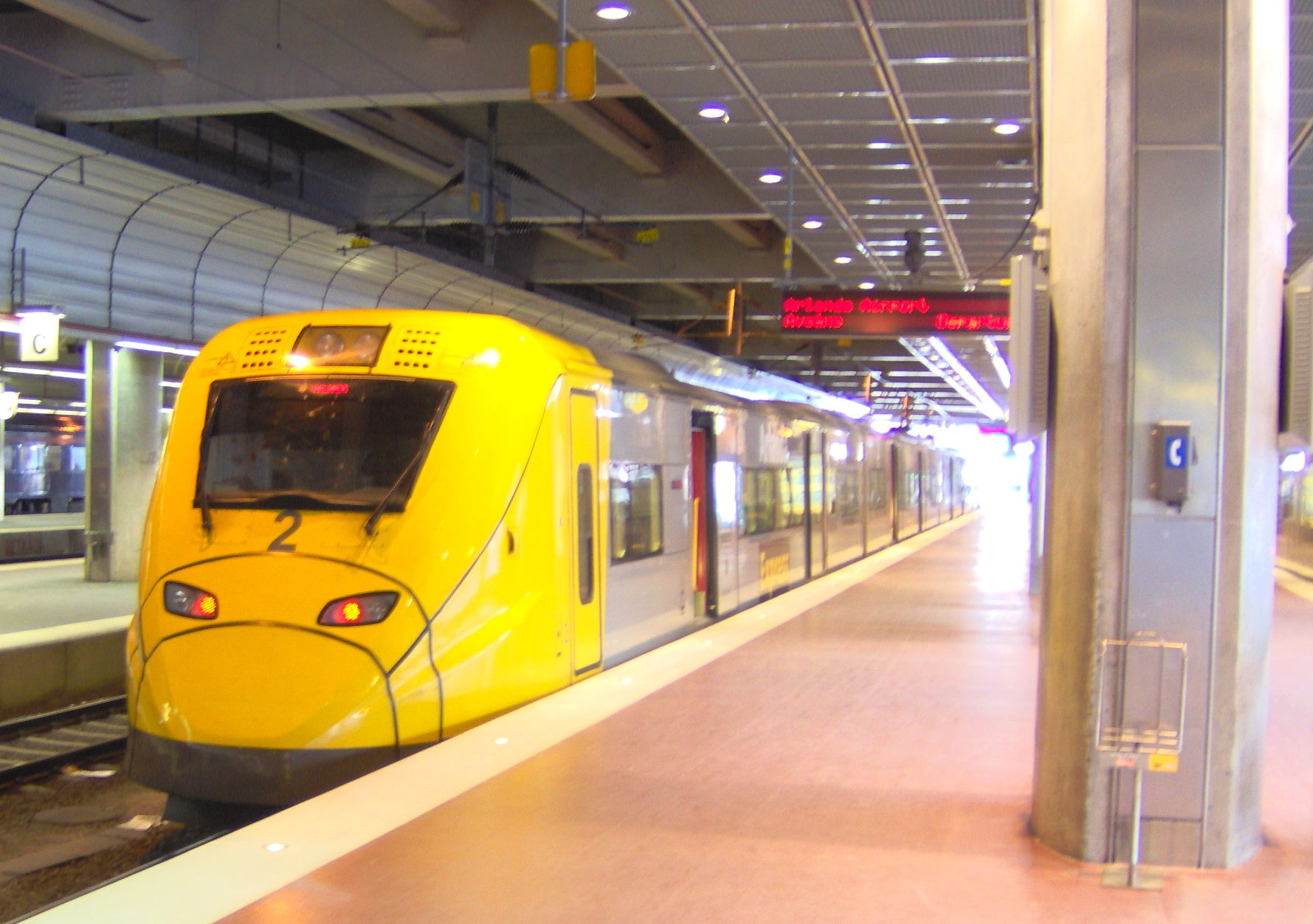
L'Arlanda Express à la gare centrale de Stockholm.

L'Arlanda Express est la liaison ferroviaire qui relie le centre de Stockholm à l'aéroport international d'Arlanda. Cette ligne mise en service le 25 novembre 1999 est exploitée sous le régime d'une concession par la société A-Train AB.

## Description
Le trajet, long de 39 km, entre l'aéroport et la gare centrale de Stockholm dure 20 minutes. 
La ligne, à voie normale, est électrifiée en courant alternatif 15 kV 16/2/3 Hz. Elle comprend trois gares souterraines dans l'emprise de l'aéroport, deux affectées au service des navettes vers Stockholm, la troisième destinée au trafic intervilles assuré par les SJ et d'autres opérateurs.
C'est la première ligne importante construite en Suède depuis longtemps[Quand ?] qui soit entièrement financée par des fonds privés.
Le parc de matériel roulant se compose de sept rames automotrices électriques type X3 composées de deux motrices et deux voitures intermédiaires, offrant 190 places assises en 2e classe. Ces rames sont confortables et climatisées. Leur puissance est de 2 240 kW et leur vitesse maximale de 200 km/h. Ce matériel a été construit par Alstom dans son usine de Birmingham (Grande-Bretagne).

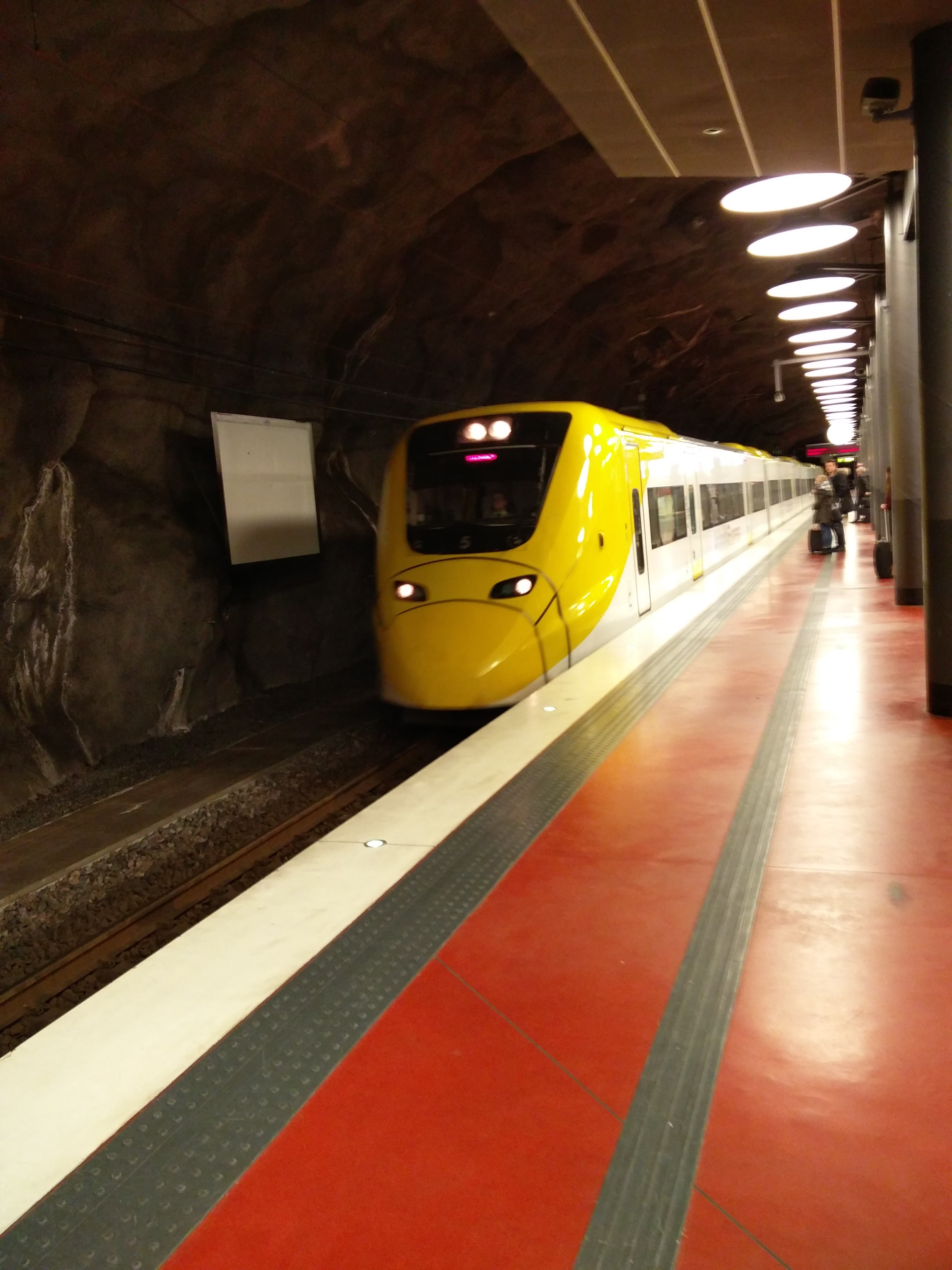
L'Arlanda Express au terminal 2 de l'aéroport.

La société A-Train, qui est issue du consortium qui a construit la ligne, est détenue par la banque Macquarie. Cette banque a investi près de 10 milliards d'euros dans le secteur des infrastructures de transport, de télécommunications et d'énergie dans le monde, notamment en Europe et en Amérique du Nord. La concession accordée fin 1999 expire en 2040.